# 単純温泉

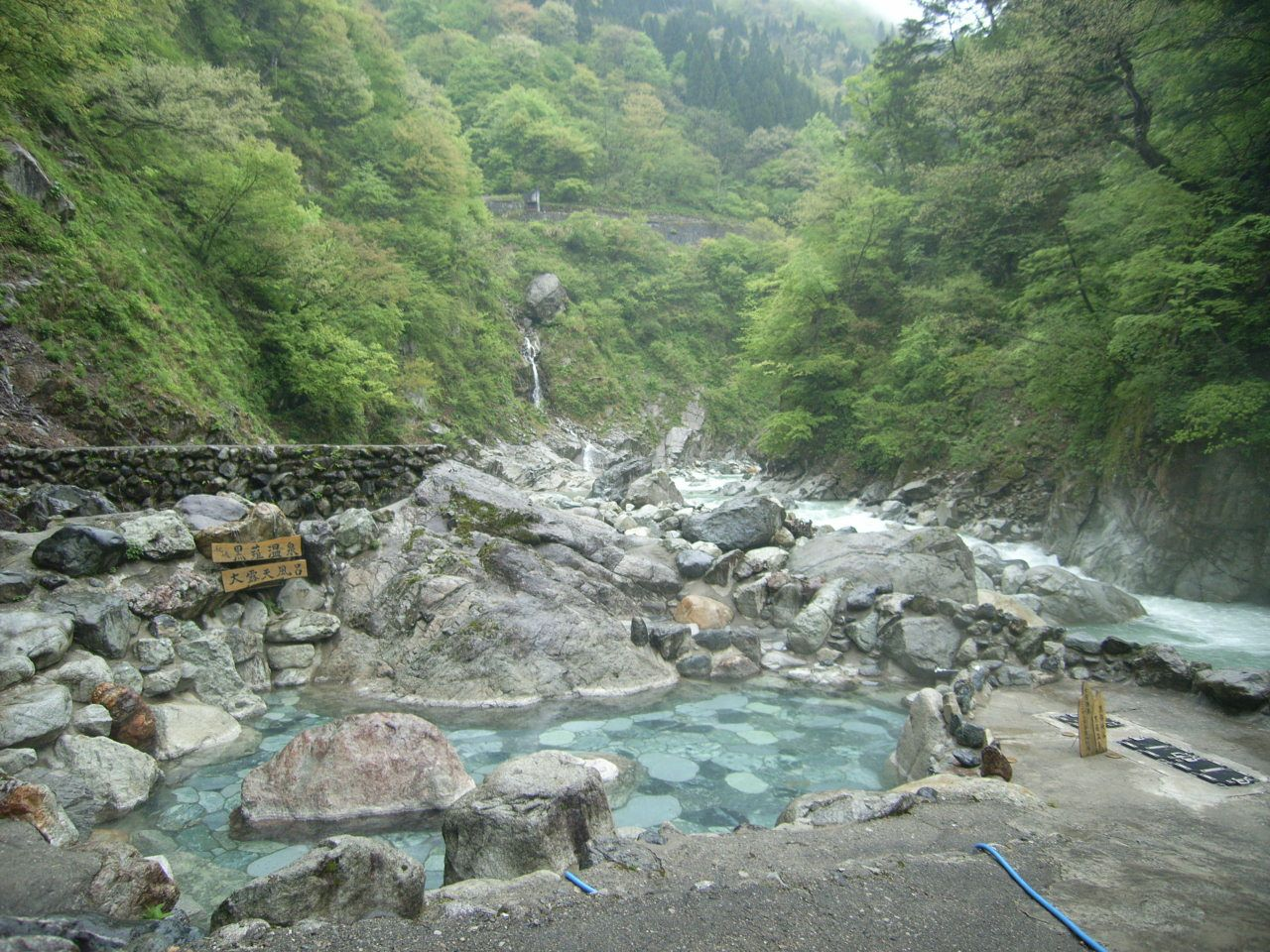
単純温泉である黒薙温泉露天風呂

単純温泉（たんじゅんおんせん）とは、日本における掲示用泉質名に基づく温泉の泉質の分類の1つである。療養泉に分類される。

## 泉質の定義
温泉法による規定を満たした25 ℃以上の温泉のうち、温泉1キログラム中に含まれる気体以外の溶存物質の含有量が総量1000ミリグラム未満の温泉。

## 概要
単純温泉は日本列島の各地に見られる、比較的ありふれた泉質である。温泉水1キログラム中に溶存している気体以外の物質の含有量が1グラム未満で、25 ℃以上で湧出する温泉が該当する。言い換えると、温泉水を蒸発させた際に残る物質が、比較的少ない温泉である。このため、単純温泉は成分の少ない単なる湯と誤解されたり、または質の低い温泉だと誤解される場合がある。しかし単純温泉とは、溶質の量だけを評価しただけの分類に過ぎず、何が溶けているのかについて規定していない。よって、単純温泉と一口に言っても、個々の泉質は多岐にわたるため、単純温泉に分類されていても、一定の性質が見られるわけではない。例えば、含有する溶質の組成比によって、他の泉質の性質を帯びた単純温泉も有る。また、様々な成分を少量ずつ含んだ単純温泉も存在する。さらに、単純温泉と分類される温泉の中には、モール泉すらも存在している。例えば、十勝川温泉はモール層から色の付いた単純温泉が湧出しており、独特であるとして北海道遺産にも選定されている。

## 新旧泉質名との対比
新旧泉質名では、以下に分類される。
| 旧泉質名 | 新泉質名           | 液性        |
| -------- | ------------------ | ----------- |
| 単純温泉 | 単純温泉           | pH8.5未満。 |
| 単純温泉 | アルカリ性単純温泉 | pH8.5以上。 |

## 効能
泉質に基づく効能として、以下が挙げられる。
- 一般的適応症
- 不眠症